# 江の島サムエル・コッキング苑
江の島サムエル・コッキング苑（えのしまサムエル・コッキングえん）は、神奈川県藤沢市江の島二丁目にある、藤沢市立の有料観光施設。苑内に江ノ島電鉄の経営する江の島展望灯台などを含む。また日本で初めてのフレンチトースト専門店『LON CAFE』がある。

## 沿革
- 1880年（明治13年） - 横浜在住のアイルランド人貿易商のサムエル・コッキングが金亀山与願寺（現在は神仏分離され江島神社）の菜園敷地3800坪を買収する。
- 1882年（明治15年） - 植物園として開園。日本で3番目に古い植物園である。敷地面積は約18,000m2。ただし、温室の完成は1888年（明治21年）以降と推察される[注釈 1]。

この後、時代の変遷や1923年（大正12年）の関東地震により、荒廃する。
- 1947年（昭和22年）4月1日 - 江の島を含む鎌倉郡片瀬町、藤沢市に編入。藤沢市は江の島の観光地開発に乗り出す。
- 1948年（昭和23年） - 上記跡地を、藤沢市が買収。
- 1949年（昭和24年）12月 - 藤沢市海洋総合博物館建設計画の一環として「藤沢市立江ノ島熱帯植物園」を開設。
- 1950年（昭和25年） - 江ノ島熱帯植物園が江ノ島鎌倉観光（後の江ノ島電鉄）の委託経営となり、「江の島植物園」と改名。[疑問点 – ノート]
- 1951年（昭和26年）3月25日 - 江ノ島鎌倉観光が東京都世田谷区二子玉川の読売遊園（後の二子玉川園）にあった落下傘塔を江の島植物園内に移築し、「読売平和塔」という展望台を兼ねた民間灯台（江の島灯台）を建設した。
読売遊園の落下傘塔はロープのついた落下傘で降下する遊戯施設で、戦時中は陸軍が実際の落下傘降下の訓練に利用した。江の島の読売平和塔は材料を利用したもので、形態はかなり違う。
同年、伊豆大島から連れてきた54匹のタイワンリスを江の島植物園で飼育。後に台風で飼育小屋が壊れて逃げ出し、江の島弁天橋を渡って鎌倉市内に入り込んで繁殖するようになったといわれる。
- 1959年（昭和34年） - インドネシアスラウェシ島のトラジャ族の家屋を模した「南方民俗館」を開設。
この頃から読売平和塔は江の島灯台と呼ばれるようになる。
- 1964年（昭和39年） - 江の島植物園、再び藤沢市の運営となる。
- 1971年（昭和46年） - 江の島植物園内のクックアロウカリア、シマナンヨウスギ、タイミンチク群、ツカミヒイラギの4種、藤沢市指定天然記念物に指定。
- 1994年（平成6年） - 江の島植物園（ツバキ）、かながわ花の名所100選に選定。
- 1999年（平成11年）11月7日 - 藤沢青年会議所、「いいじゃん江ノ島JYAN JYAN 祭り」を開催。
このイベントは江の島灯台の解体撤去の噂が流れたため、保存アピールのため企画された。
- 2002年（平成14年） - 江の島植物園改修工事のため閉園。工事現場から縄文土器類1万点が出土。さらにサムエル・コッキングの建設した温室設備を発見。
江ノ島電鉄は、同社開業100周年記念事業として新江の島展望灯台建設に着手。
同年12月31日 - 江ノ島電鉄開業100周年記念事業のフィナーレとして点灯式において江の島展望灯台、初点灯。
- 2003年（平成15年）1月 - 旧江の島灯台に隣接して新たに建設された江ノ島電鉄所有の江の島展望灯台、オープン。その後、1951年に建てられた江の島灯台は解体された。
同年4月29日 - 整備後、藤沢市の公園施設「江の島サムエル・コッキング苑」としてオープン。
同年10月28日 - 江の島展望灯台、第48回神奈川建築コンクール一般建築部門奨励賞受賞。
- 2022年（令和4年）
11月16日 - リニューアルオープン（テラス等を設置）[6]。江の島サムエル・コッキング苑については開苑～17時まで無料化（17時以降出場の場合は原則有料）[7]。

## 主な施設

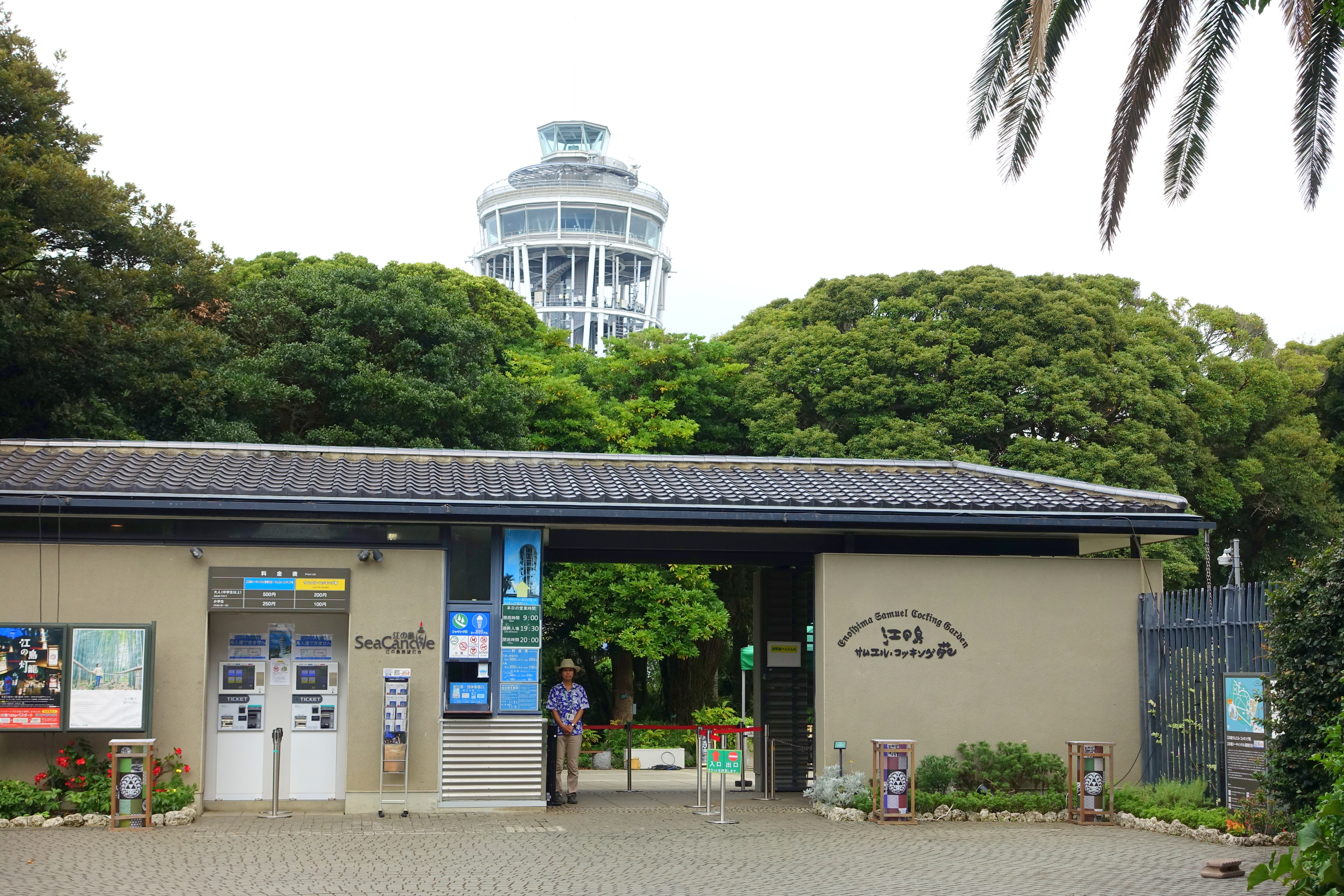
江の島サムエル・コッキング苑の入口

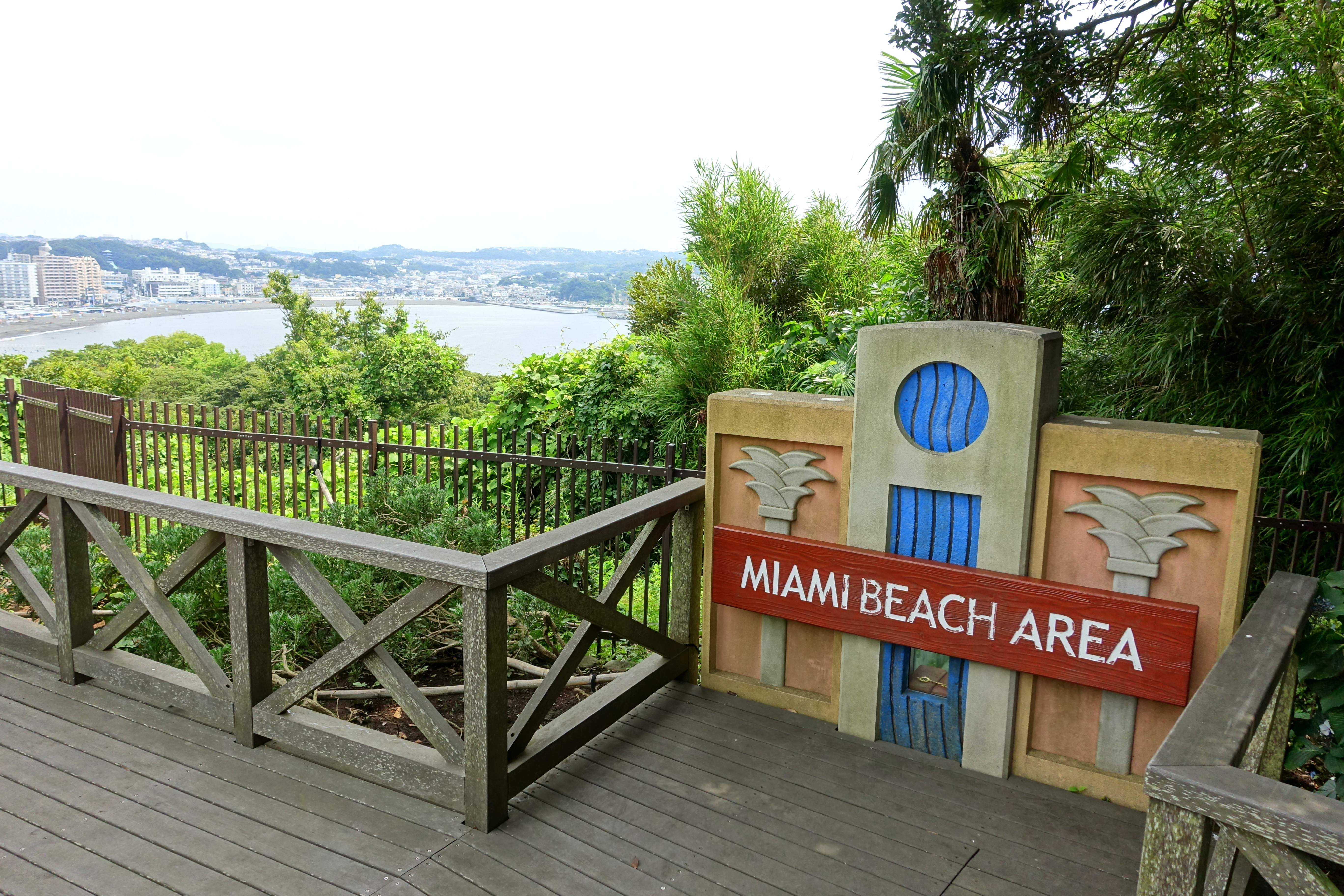
マイアミビーチ広場に立つモニュメント

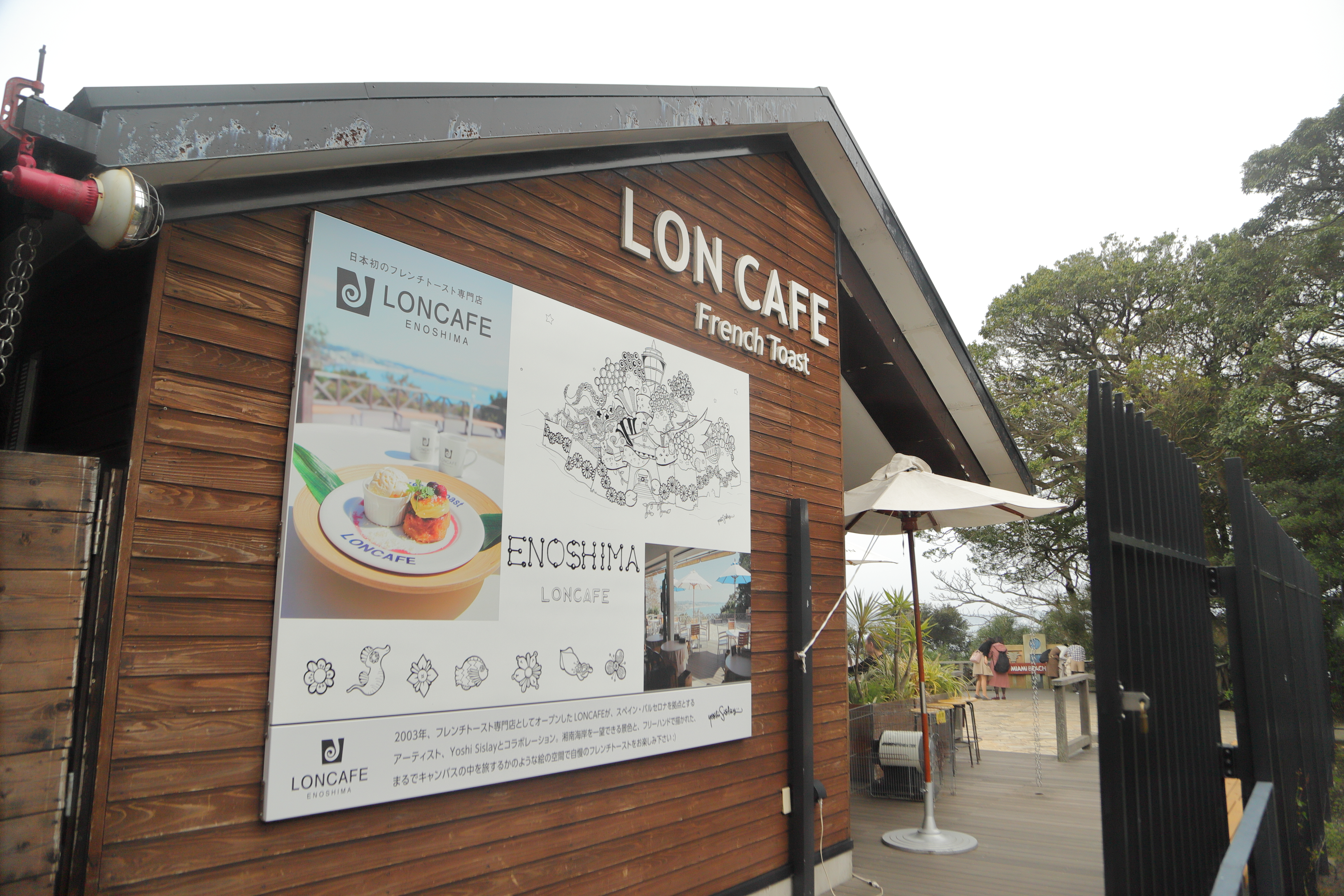
LON CAFE

- 姉妹都市・友好都市記念広場 - 苑内の各所に藤沢市と友好提携を結ぶ各都市をイメージした広場が設けられている。
  - マイアミビーチ広場 - 東洋のマイアミビーチ片瀬海岸からヨットハーバーを見渡すウッドデッキの広場。日本初のフレンチトースト専門店「LON CAFE」が営業を行っている[8]。マイアミビーチ市の売り物であるアール・デコをイメージしたモニュメント内には同市から贈られた「友好の鍵」が納められている。

マイアミビーチ市 - アメリカ合衆国フロリダ州マイアミ・デイド郡にある都市。ビーチリゾートとして有名な観光都市。1959年3月5日姉妹都市提携。日米を代表するビーチリゾート都市同士。
  - 松本広場 - 休憩室を兼ねた海鼠壁の蔵風の蕎麦打ち体験施設「松本館」と松本市から贈られた双体道祖神を象った記念碑がある。

松本市 - 長野県中部（中信地方）に位置する城下町。施行時特例市や国際会議観光都市に指定されている。1961年7月29日姉妹都市提携。海の観光都市と山の観光都市という関係。
  - 保寧（ポリョン）広場 - 韓国にちなんだ樹木の広場。夏から秋には韓国の国花ムクゲが、2月3月には保寧市の市花ツバキが咲く。2002年11月15日に保寧市から提携の記念として寄贈されたの2本の石塔が立つ。石塔に掘られた「萬世保寧」の文字は、保寧市の市民憲章「我々は、我々の故郷である萬世保寧を一番とする観光休養地に造成していく。」に由来する。

保寧市 - 大韓民国忠清南道の都市。2002年11月15日姉妹都市提携。韓国有数の海水浴場がある。
  - 昆明広場（春澤園） - 昆明市から職人が来日して建てた本格的な中国伝統建築様式の四阿（あずまや）騁碧亭（ていへきてい）と昆明碑記、孔雀のブロンズ像「吉祥永駐」がある。

昆明市 - 中華人民共和国雲南省の省都。1981年11月5日友好都市提携。昆明出身の青年作曲家聶耳が1935年鵠沼海岸で遊泳中水死し、中華人民共和国成立時に彼の作品義勇軍進行曲が国歌に選ばれたことを記念して、藤沢市民有志が鵠沼海岸に記念碑を設立したことがきっかけ。
  - ウィンザー広場 - 春秋のシーズンにはウィンザー市から贈られたバラ園が見事。

ウィンザー市 - カナダ、オンタリオ州にある自動車工業都市。ローズランドと呼ばれるバラの産地としても知られる。1987年12月2日姉妹都市提携。双方の気候、文化、産業等が多くの共通性をもっていることなどから。
- コッキング遺構 - 。
  - 温室遺構 - 1949年の植物園工事で地下に埋め込まれたものが2002年のリニューアル工事の際再発見され、整備されて公開されるようになった。遺構は3棟の南北に長い温室の基礎と東南に長い温室基礎、西洋風のシンメトリーな形の池、温室の北側に設けられた付属施設であるボイラー室・燃料を入れた貯炭庫・植物や暖房のために水を蓄えた貯水槽・温室と付属施設とを結ぶ地下通路・冷たい風を遮るための防風壁や集水用陶管など。

普段は閉鎖されているが、年に数回特別なイベントがあるときだけ公開され、内部を見学できる。
  - 熱帯植物 - コッキングのコレクションし、活着繁茂した熱帯植物に加え、市立熱帯植物園時代に植栽されたリュウゼツランなどが見られる。

苑内には江の島植物園時代から280品種800本といわれるツバキのコレクションがあり、1994年に「かながわ花の名所100選」に選ばれている。
- 江の島展望灯台 - 旧平和塔の脇に2003年新たに建てられた江ノ島電鉄の経営する観光用民間灯台。完成後、旧平和塔は解体された。灯台は実効光度390,000カンデラ、単閃白色が毎10秒に1閃光で、23.0海里（46 km・民間灯台としては国内最大級）まで届く。建物の高さは59.8m（避雷針迄）、海面から120m。展望台にはエレベーター（入苑券と別売の昇塔券が必要。セット券もある）で昇れる。想定最大収容人数は188名である。遮られることのない360度の展望が楽しめる。気象条件が良ければ筑波山が見えるはずだが、その方向に横浜・東京が重なるので、極めて難しい。
ライトアップ - 平日の営業は17時までだが、土休日は20時まで開かれ、折に触れて発光ダイオード（LED）によるライトアップが行われる。
  - 湘南の宝石- 1999年11月に開催された旧江の島展望灯台（現江の島シーキャンドル）ライトアップを前身に、2019年で20回目を迎えた光のフェスティバル[9]。
  - 江の島展望灯台サンセットテラス - 「カフェ・ドゥ・ガボ」が営業する。時折ライブなどのイベント会場となる。
  - グッズショップ「デルフィス」 - 小物類や江ノ電グッズを販売。
  - 藤沢市郷土資料館 - 展望灯台の根元にあり、旧灯台の資料や江の島の古写真などが展示されている。

## 主なイベント
- 1月1日 - 江の島展望灯台から見る初日の出（予約制）
- 2月中旬 - バレンタインアイランド江の島
- 3月 - 湘南江の島春まつり
- 4月6日 - ダイヤモンド富士（江の島展望灯台閉業時刻延長）
- 5月 - 江の島フラワーフェスタ
- 5月 - Freedom Sunset（サンセットテラスでのライブ）
- 5月 - MADE in 江の島（さまざまなジャンルのアーティストによるアート展）
- 5月 - ALOHA Sunset（サンセットテラスでのライブ）
- 8月 - 江の島花火LIVE（サンセットテラスでのライブ）
- 8月 - 江の島ゆかた祭り
- 8月 - ENOSHIMA ISLAND JAM（サンセットテラスでのライブ）
- 9月6日 - ダイヤモンド富士（江の島展望灯台閉業時刻延長）
- 9月 - 子供達の描く絵を光と映像のアーティスト集団OVERHEADSの巨大コラージュ
- 10月 - 湘南江の島秋まつり
- 11月 - 湘南キャンドル
- 11月下旬 - 湘南の宝石（関東三大イルミネーションのひとつ）
- 12月 - 江の島ファンタジー

## 市指定天然記念物
すべて藤沢市が1971年（昭和46年）7月5日に指定。
- ツカミヒイラギ
- クックアロウカリア
- シマナンヨウスギ
- タイミンチク群